# HD 179433
HD 179433，又名CD-4513054，SAO 229573、HR 7281，是一颗恒星，视星等为5.92，位于銀經352.43，銀緯-22.76，其B1900.0坐标为赤經19h 7m 23.1s，赤緯-45° -22.76′ 44″。